# M17 (Oekraïne)
De M17 is een autoweg op en ten noorden van het Oekraïense schiereiland Krim, in het zuiden van het land. De weg loopt van Cherson via Simferopol naar Feodosija en is 424 kilometer lang. 
De M17 is over zijn gehele lengte onderdeel van de E97.

## Verloop
De weg begint aan de oostkant van Cherson, aan de kruising met de M14 naar Mykolajiv en Melitopol. De eerste 17 kilometer bestaan uit 2x2 rijstroken, waarna de weg de vlakten van het zuiden van Oekraïne in gaat. Na 153 kilometer komt men via Armjansk bij het stadje Krasnoperekopsk aan, waar de M25 afslaat naar Simferopol en het westelijke gedeelte van de Krim. 
58 kilometer later komt men in het stadje Dzjankoj, waar de kruising is met de M18 naar Simferopol en Melitopol. Vanaf hier loopt de weg parallel aan het Pivnitsjnokrymsky-kanaal. Na nog eens 126 kilometer komt men aan in de stad Feodosija, waar de kruising is met de R23 naar Simferopol. Daarna loopt de weg verder naar het oosten, naar Kertsj. De Krimbrug overbrugt Straat van Kertsj. Aan de overzijde ligt Port Kavkaz en de Russische A-290.
M01 ·
M02 ·
M03 ·
M04 ·
M05 ·
M06 ·
M07 ·
M08 ·
M09 ·
M10 ·
M11 ·
M12 ·
M13 ·
M14 ·
M15 ·
M16 ·
M17 ·
M18 ·
M19 ·
M20 ·
M21 ·
M22 ·
M23 ·
M24 ·
M25 ·
M26 ·
M27 ·
M28 ·
M29 ·
M30
N01 ·
N02 ·
N03 ·
N04 ·
N05 ·
N06 ·
N07 ·
N08 ·
N09 ·
N10 ·
N11 ·
N12 ·
N13 ·
N14 ·
N15 ·
N16 ·
N17 ·
N18 ·
N19 ·
N20 ·
N21 ·
N22 ·
N23 ·
N24 ·
N25 ·
N26 ·
N27 ·
N28 ·
N30 ·
N31 ·
N32 ·
N33